# Пинеда-и-Салданья, Томас Мигель
Томас Мигель Пинеда-и-Салданья (исп. Tomás Miguel Pineda y Saldaña, 29 декабря 1791 года, Сакатеколука, Генерал-капитанство Гватемала — 6 августа 1875 года, Сан-Сальвадор, Сальвадор) — католический прелат, второй епископ Сан-Сальвадора с 10 марта 1853 года по 6 августа 1875 года.

## Биография
Родился в 1791 году в городе Сакатеколука в генерал-капитанстве Гватемала (сегодня — Сальвадор). Получил богословское образование в университете Сан-Карлос. 18 сентября 1818 года был рукоположён в дьяконы и 18 сентября 1819 года — в священники для служения в епархии Сан-Сальвадора.
3 июля 1848 года был назначен Римским папой Пием IX вспомогательным епископом епархии Сан-Сальвадора и титулярным епископом Антигонеи. 25 февраля 1849 года был рукоположён в епископы епископом Комаяагуа франсиско де Паула Кампо-и-Пересом.
После изгнания епископа в 1846 году епископа Хорхе де Витери-и-Унго римский папа Пий IX назначил в 1853 году Томаса Мигеля Пинеда-и-Салданью вторым епископом Сан-Сальвадора.
Скончался 6 августа 1875 года в Сан-Сальвадоре. Его похороны возглавил президент Сальвадора Сантьяго Гонсалес Портильо.